# Мина, Нарсисо
Арринтон Нарси́со Ми́на Вилья́льба (исп. Arrinton Narciso Mina Villalba; 25 ноября 1982, Сан-Лоренсо) — эквадорский футболист, нападающий клуба «Санта-Рита».

## Биография
Выступал на родине в высшей и во второй по значимости лигах за большое количество клубов, наиболее значительными и известными из которых являются «Депортиво Куэнка» и «Барселона» (Гуаякиль). Приглашение в «Барселону» (Гуаякиль) и сборную страны он получил после того, как забил 25 голов в 38 играх Серии B Эквадора 2008 года, а его клуб «Манта» победил в том турнире, выйдя в высший дивизион. За сборную в 2008 году Нарсисо провёл 3 матча.
С октября 2009 по март 2010 играл в «Уракане» (Аргентина), однако ни одной игры за клуб в первенстве страны не провёл. 20 марта 2010 дебютировал за «Черноморец» в матче с «Днепром», выйдя на замену на 72-й минуте.
13 мая 2010 года стало известно, что по истечении срока контракта с ФК «Черноморец» из города Одесса покинул команду.
В 2011 году с 28 забитыми голами стал лучшим бомбардиром чемпионата Эквадора.